# 4990 Trombka
4990 Trombka eller 1981 ET26 är en asteroid i huvudbältet som upptäcktes den 2 mars 1981 av den amerikanska astronomen Schelte J. Bus vid Siding Spring-observatoriet. Den är uppkallad efter Jacob Israel Trombka.
Asteroiden har en diameter på ungefär 4 kilometer.